# Fanagoria
Fanagoria (in greco antico: Φαναγόρεια; in latino: Phanagoria) fu la più grande colonia greca sulla penisola di Taman', estesa su due pianori lungo la sponda orientale del Bosforo Cimmerio, 25 chilometri a nord-est di Ermonassa. La città divenne il grande emporio in cui si svolgevano tutti i traffici tra le coste del lago Meotide e i paesi del Caucaso settentrionale. Fu la seconda città più importante del Regno del Bosforo. Sotto Kubrat fu scelta come capitale del khanato di Bulgaria.

## Storia antica

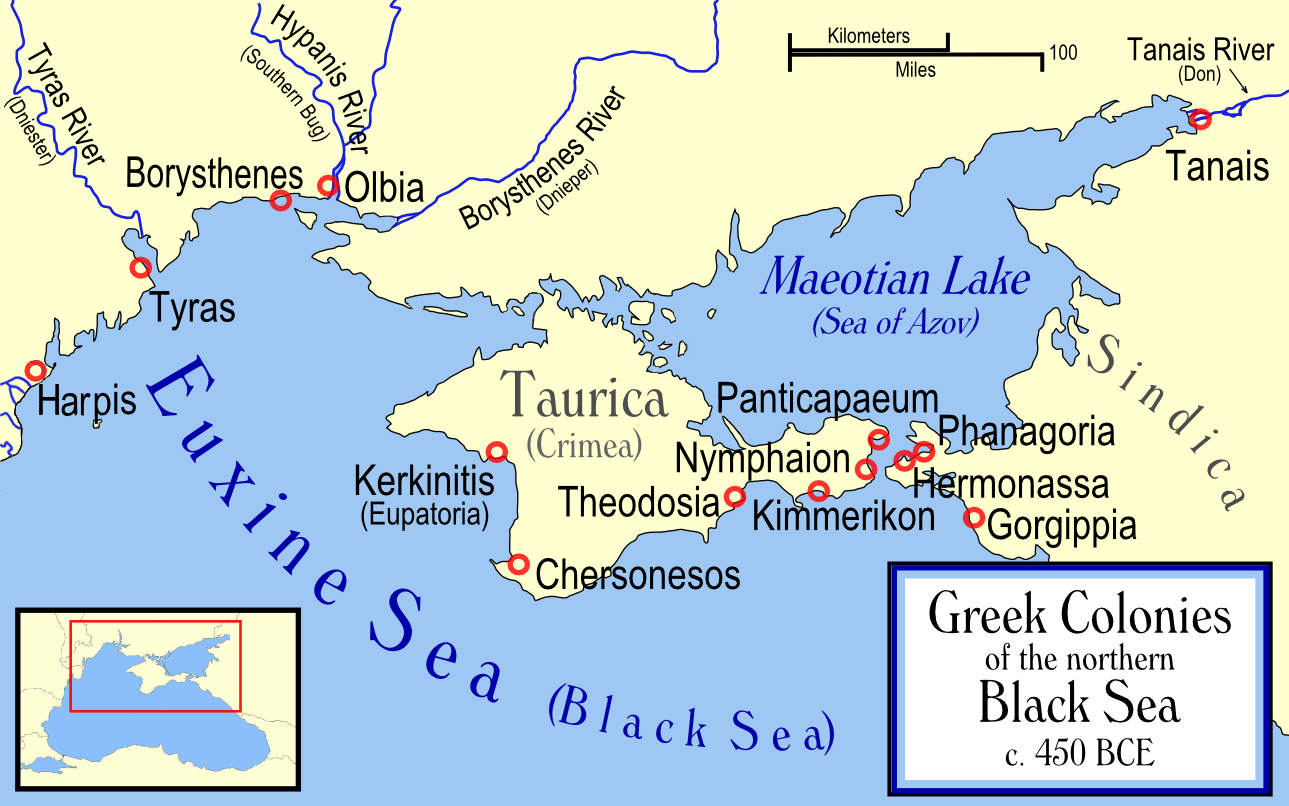
Fanagoria e le altre colonie greche lungo le coste settentrionali del Mar Nero

Fanagoria fu fondata attorno al 543 a.C. da coloni di Teo, che partirono dall'Asia minore a causa dell'arrivo di Ciro il Grande. La città prese il nome da uno dei coloni, Fanagora. Yulia Ustinova osserva che "La natura insolita della penisola di Taman', vicino a Fanagoria, con i suoi burroni, crepacci, colline e bassi coni vulcanici, deve aver impressionato gli antichi colonizzatori anche più di quanto impressionano noi oggi".
Nel V secolo a.C. la città fiorì grazie al commercio con gli Sciti e i Sindi. Fanagoria era posta su un'isola del piccolo arcipelago chiamato Corocondamitis, tra il Mar Nero e il lago Meotide, era vasta 75 ettari, un terzo dei quali attualmente sommersi. All'inizio del IV secolo a.C. l'ormai fiorente regno Bosporitano soggiogò la maggior parte dei Sindi, compresa l'allora indipendente Fanagoria; l'importanza della città aumentò grazie anche al declino dell'antica capitale bosporitana di Panticapeo, situata dalla parte opposta dello stretto del Bosforo Cimmerio. A partire dal I secolo d.C. Fanagoria divenne la città più importante dell'intero regno.
Durante la terza guerra mitridatica la città si alleò con i Romani e resistette all'assedio posto da Farnace II del Ponto, e fu da Fanagoria che iniziò la rivolta contro Mitridate VI del Ponto, che la aveva occupata poco prima del suo suicidio; i figli, che custodivano la cittadella, furono costretti ad arrendersi dai rivoltosi. Un'iscrizione trovata durante gli scavi testimonia che la regina Dynamis onorò Augusto come "l'imperatore, Cesare, figlio della divinità, il divo Augusto, il signore di ogni terra e mare". La lealtà a Roma permise alla città di occupare una posizione di rilievo fino al IV secolo, quando fu conquistata e saccheggiata dagli Unni.

## Medioevo
Nel VII secolo la città si era ripresa da un secolo di invasioni barbariche, e divenne la capitale del khanato di Bulgaria tra il 632 e il 665. Dopo la partenza dei Proto-bulgari guidati da Asparukh, la città divenne, almeno nominalmente, una dipendenza bizantina. Ciononostante, un tudun (governatore) cazaro resse la città probabilmente fino al 1016, quando Giorgio Tzul, un comandante del Regno dei Cazari fu sconfitto da Bisanzio. Nel 704 l'imperatore deposto Giustiniano II si installò a Fanagoria, allora governata dal tudun Balgatzin, con la moglie Teodora, sorella del re cazaro Busir Glavan, prima di tornare a Bisanzio.
Nel X secolo la città dovette probabilmente fronteggiare l'invasione dei Rus'. Dopodiché Fanagoria non riuscì più a competere con la vicina Tmutarakan' (prima Ermonassa). Nel basso Medioevo fu edificata, sulle rovine di Fanagoria, Matrega, un avamposto genovese. Durante il XV secolo la città fu il centro dei domini dei De Ghisolfi, una ricca famiglia di commercianti genovesi. Di lì a poco la città venne completamente abbandonata.

## Scavi
La posizione di Fanagoria fu scoperta nel XVIII secolo, quando furono rinvenuti alcuni piedistalli di statue in marmo con dediche ad Afrodite. Un santuario della dea erano stati menzionati da Ecateo e Strabone, che era anche il più grande dell'intera regione. L'esplorazione del sito iniziò nel 1822, quando dei soldati trovarono, scavando un tumulo, un ricco corredo aureo che si spartirono.
Oltre alla città vera e propria, gli archeologi sono interessati anche alla vasta necropoli, che circonda Fanagoria da tre lati. Le sepolture sono alcune migliaia, con molti sarcofaghi di cipresso o marmo, che indicano la ricchezza dell'antica città. Scavi condotti nel XIX secolo furono per la maggior parte eseguiti da archeologi dilettanti, e diversi tumuli furono completamente spianati nelle varie campagne. Alcuni dei ritrovamenti più interessanti furono fatti nei tumuli di Bolshaya Bliznitsa negli anni '60 dell'Ottocento.
Uno dei tumuli regali nei pressi di Fanagoria "ha una scalinata di pietra che scende fino ad un corridoio rettangolare, l'entrata della camera sepolcrale (3.70 x 3.75 x 4.70 m). Le due parti sono coperte da un arco che mostra residui di affreschi. I dipinti delle pareti imitano le venature del marmo. Dall'altro lato rispetto all'ingresso della tomba, lunghi sepolcri contengono quattro sepolture di cavalli con ricche offerte funebri; briglie e imbracature in oro e bronzo dorato." Nel 1936 Vladimir Blavatsky riprese gli scavi di Fanagoria. Tra i recenti ritrovamenti si annovera un'iscrizione che indica la presenza di una sinagoga attorno alla metà del I secolo d.C. Esplorazioni sottomarine hanno rivelato diversi resti di strutture architettoniche.